# Paritat del zero

Aquesta balança conté zero objectes, repartits en dos grups iguals

El nombre zero (0) és parell. En altres paraules, la seva paritat (la qualitat de parell o senar) és parella. La manera més senzilla de demostrar-ho és recórrer a la definició de «parell»: un nombre enter múltiple de dos (2); concretament, 0 × 2 = 0. En conseqüència, el zero té totes les propietats que caracteritzen els nombres parells: és divisible per 2, té un nombre senar a cada costat de la recta numèrica i constitueix la suma d'un enter amb si mateix (en aquest cas ell mateix). Un conjunt de 0 objectes es pot dividir en dos subconjunts iguals, com passa amb qualsevol conjunt de cardinalitat parella.
El zero segueix les regles formades amb els altres nombres parells. Perquè es compleixin les regles de paritat de l'aritmètica, per exemple que parell – parell = parell, és necessari que 0 sigui parell. També és un element del grup d'enters parells, l'element identitat. El zero pot ser un punt de partida des del qual es defineixin inductivament els altres nombres naturals i la seva paritat. Les aplicacions d'aquesta inducció, des de la teoria de grafs fins a la geometria computacional, es basen en la paritat parella del zero. El 0 no és únicament divisible per 2, sinó per tots els enters positius. En el sistema binari que fan servir els ordinadors, és especialment rellevant que el 0 sigui divisible per cada potència de 2; en aquest sentit, el 0 és el nombre «més parell» de tots.
Entre el públic general, la paritat del zero es presta a confusió. La majoria de gent acostuma a ser més lenta classificant el 0 com a parell que no pas per fer-ho amb els nombres 2, 4, 6 o 8, per exemple. Alguns estudiants de matemàtiques, i fins i tot alguns professors, creuen que el zero és senar, parell i senar simultàniament o ni una cosa ni l'altra. Els investigadors en educació matemàtica creuen que aquestes confusions poden servir com a oportunitats d'aprenentatge. Estudiar igualtats com 0 × 2 = 0 pot resoldre els dubtes dels estudiants sobre si el 0 és un nombre i els seus usos en l'aritmètica. Els debats a classe poden conduir els estudiants a apreciar els principis bàsics del raonament matemàtic, com per exemple la importància de les definicions. Avaluar la paritat d'aquest nombre excepcional és un exemple primerenc d'un tema omnipresent en les matemàtiques: l'abstracció d'un concepte familiar en un marc no familiar.

## Per què el zero és parell
La definició estàndard de «nombre parell» es pot fer servir per demostrar que el zero és parell. Es diu que un nombre és «parell» si és un enter múltiple de 2. Per exemple, el 10 és parell, ja que equival a 5 × 2. De la mateixa manera, el zero equival a 0 × 2, per la qual cosa és parell.
També es pot explicar per què el zero és parell sense recórrer a definicions formals. Les explicacions a continuació donen a entendre per què el zero és parell fent servir conceptes numèrics fonamentals. Des d'aquests fonaments, es pot racionalitzar la mateixa definició —i la seva aplicabilitat al zero.

### Explicacions bàsiques

La capsa amb 0 objectes no té cap objecte vermell desaparellat

El zero és un nombre, i els nombres es fan servir per comptar. Donat un conjunt d'objectes, s'empra un nombre per a descriure quants objectes hi ha en el conjunt (la seva cardinalitat). El 0 descriu un conjunt sense objectes; dit de manera més formal, és el nombre d'objectes d'un conjunt buit. El concepte de paritat s'utilitza per a fer grups de dos objectes. Si els objectes d'un conjunt es poden distribuir en grups de dos, sense que en sobri cap, llavors el nombre d'objectes és parell. Si sobra un objecte, llavors el nombre d'objectes és senar. El conjunt buit inclou zero grups de dos i no sobra cap objecte, per la qual cosa el zero és parell.
Aquestes idees es poden il·lustrar dibuixant els objectes en parelles. És difícil representar zero grups de dos, o emfasitzar la inexistència d'un objecte sobrant, per la qual cosa és útil dibuixar altres grups i comparar-los amb el zero. Per exemple, al grup de cinc objectes hi ha dues parelles i, més important, hi ha un objecte desaparellat, així doncs el 5 és senar. Al grup de quatre objectes no hi ha cap objecte desaparellat, així doncs el 4 és parell. Al grup d'un sol objecte no hi ha parelles i hi ha un objecte restant, així doncs l'1 és senar. Al grup de zero objectes no hi ha objecte restant, així doncs el 0 és parell.
Hi ha una altra definició concreta de la qualitat de parell: si els objectes d'un conjunt es poden col·locar en dos grups de mida igual, llavors el nombre d'objectes és parell. Aquesta definició és equivalent a la primera. De nou, el zero és parell perquè el conjunt buit es pot dividir en dos grups de zero elements cada un.
Els nombres també es poden visualitzar com punts d'una recta numèrica. Quan es distingeixen els nombres parells i senars, el patró esdevé obvi, especialment si s'hi inclouen els nombres negatius:
Els nombres parells i senars s'alternen. Començant des de qualsevol nombre parell, comptant de dos en dos en qualsevol direcció s'obtenen altres nombres parells; no hi ha motiu per saltar el zero.
Amb la introducció de la multiplicació, la paritat es pot enfocar de manera més formal emprant expressions aritmètiques. Cada enter s'obté amb (2 × ▢) + 0 o bé amb (2 × ▢) + 1; en el primer cas el nombre és parell i en el segon és senar. Per exemple, l'1 és senar perquè 1 = (2 × 0) + 1 i el 0 és parell perquè 0 = (2 × 0) + 0. Si es fa una taula partint d'aquests fets es reforça la imatge de la línia numèrica anterior.

### Definició de «paritat»
La definició precisa d'un concepte matemàtic, com ara que «parell» vulgui dir enter «múltiple de dos», és en efecte una convenció. A diferència de «parell», alguns conceptes matemàtics es construeixen amb el propòsit d'excloure casos trivials o degenerats. Els nombres primers en són un cas conegut. Abans del segle xx, les definicions de primeritat eren inconsistents i alguns matemàtics significatius com Goldbach, Lambert, Legendre, Cayley i Kronecker escrigueren que l'1 era primer. La definició moderna de «nombre primer» és «enter positiu amb exactament dos factors», per la qual cosa s'exclou el nombre 1. Aquesta definició es pot racionalitzar observant que encaixa de forma més natural amb els teoremes matemàtics que involucren els primers. Per exemple, el teorema fonamental de l'aritmètica és més fàcil d'exposar si l'1 no es considera primer.
Seria possible redefinir el terme «parell» de forma similar perquè exclogués el zero. No obstant això, en aquest cas la nova definició dificultaria més exposar els teoremes que involucren els parells. L'efecte ja es pot observar en les regles algebraiques que governen els nombres parells i senars. Les regles més rellevants impliquen la suma, la resta i la multiplicació:
parell ± parell = parell
senar ± senar = parell
parell × enter = parell
Inserint valors apropiats a l'esquerra de les regles anteriors, es pot obtenir un 0 a la dreta:
2 − 2 = 0
−3 + 3 = 0
4 × 0 = 0
Les regles de més amunt serien incorrectes si el zero no fos parell. En el millor dels casos haurien de ser modificades. Per exemple, una guia d'estudi afirma que els nombres parells estan caracteritzats com a enters múltiples de dos, però que el zero no és «ni parell ni senar». Per tant, les regles de la guia per als nombres parells i senars contenen excepcions:
parell ± parell = parell (o zero)
senar ± senar = parell (o zero)
parell × enter diferent de zero = parell
Exceptuar el zero en la definició de nombre parell obliga a fer excepcions fonamentals a les regles dels nombres parells. Des d'una altra perspectiva, és necessari que el zero sigui un nombre parell perquè es continuïn complint les regles a què obeeixen els parells positius.

## Contexts matemàtics
Incomptables resultats de la teoria de nombres invoquen el teorema fonamental de l'aritmètica i les propietats algebraiques dels nombres parells, per tant les decisions preses anteriorment tenen conseqüències vastes. Per exemple, el fet que els nombres positius tenguin una factorització única vol dir que es pot determinar si un nombre té un nombre parell o senar de factors primers diferents. Com que l'1 no és primer ni té factors primers, és un producte de 0 primers diferents; com que el 0 és un nombre parell, l'1 té un nombre parell de factors primers distints. Això implica que la funció de Möbius pren el valor μ(1) = 1, la qual cosa és necessària perquè sigui una funció multiplicativa i perquè funcioni la fórmula d'inversió de Möbius.

### No ser senar
Un nombre n és senar si existeix un enter k tal que n = 2k + 1. Una manera de demostrar que el zero no és senar és per reducció a l'absurd: si 0 = 2k + 1 llavors k = −1/2, que no és un enter. Com que el zero no és senar, si es demostra que un nombre desconegut és senar, llavors aquest no pot ser zero. Aquesta observació aparentment trivial pot proveir una demostració convenient i reveladora que expliqui per què un nombre no és zero.
Un resultat clàssic de la teoria de grafs expressa que un graf d'ordre senar sempre té almenys un vèrtex parell. (Aquesta afirmació requereix que el zero sigui parell: un graf buit té un ordre parell i un vèrtex isolat és parell.) Per demostrar la constatació, és més senzill demostrar un resultat més fort: qualsevol graf d'ordre senar té un «nombre senar» de vèrtexs parells. L'aparició d'aquest nombre senar s'explica amb un resultat encara més general, conegut com el lema de l'encaixada de mans: qualsevol graf té un nombre parell de vèrtexs de grau senar. Finalment, el nombre parell de vèrtexs senars s'explica de manera natural amb la fórmula per sumar graus.
El lema de Sperner és una aplicació més avançada de la mateixa estratègia. El lema afirma que un cert tipus de coloració a la triangulació d'un símplex té un subsímplex que conté tots els colors. En lloc de construir directament tal subsímplex, és més convenient demostrar que existeix un nombre senar de subsímplexs a través del mètode d'inducció. Una constatació més forta del lema explica per què aquest nombre és senar: naturalment es trenca com (n + 1) + n quan es prenen en consideració les dues orientacions possibles d'un símplex.

### Alternança parell-senar

Definició inductiva de la paritat dels nombres naturals

El fet que el zero sigui parell, juntament amb el fet que els nombres parells i senars s'alternen, és suficient per determinar la paritat de la resta de nombres naturals. Aquesta idea es pot formalitzar en una definició inductiva del conjunt de nombres naturals parells:
- El 0 és parell.
- (n + 1) és parell si i només si n no és parell.

Aquesta definició té l'avantatge conceptual de basar-se només en les fundacions mínimes dels nombres naturals: l'existència del 0 i de successors. Com a tal, és útil per als sistemes lògics informàtics com LF i el demostrador de teoremes Isabelle. Amb aquesta definició, la paritat del zero no és un teorema sinó un axioma. En efecte, «zero és un nombre parell» es pot interpretar com un dels axiomes de Peano, dels quals els naturals parells són un model. Una construcció similar estén la definició de paritat als ordinals transfinits: cada ordinal límit és parell, inclòs el zero, i els ordinals successors dels ordinals parells són senars.

Problema del punt al polígon

El clàssic problema del punt al polígon de la geometria computacional aplica les idees exposades més amunt. Per determinar si un punt està contingut dins d'un polígon, es traça una semirecta des de l'infinit fins al punt i es compten el nombre de vegades que la recta es creua amb una aresta del polígon. Aquest nombre serà parell si i només si el punt és fora del polígon. Aquest algorisme funciona perquè si la semirecta mai no interseca amb el polígon, llavors el nombre d'interseccions serà zero, que és un nombre parell, i el punt serà a l'exterior. Cada vegada que la recta es creua amb el polígon, el nombre d'encreuaments alterna entre parell i senar i el punt d'intersecció alterna entre l'interior i l'exterior.

Construint una bipartició

En teoria de grafs, un graf bipartit és un graf els vèrtexs dels quals es divideix en dos colors, de tal manera que els vèrtexs contigus tenen colors diferents. Si un graf connectat no té cicles senars, llavors es pot construir una bipartició elegint un vèrtex base v i acolorint cada vèrtex de negre o de blanc, depenent de si la seva distància del vèrtex v és parella o senar. Com que la distància entre v i ell mateix és 0 i el 0 és parell, el vèrtex base té un color diferent dels seus vèrtexs contigus, que es troben a una distància 1.

### Patrons algebraics

2Z (blau) com a subgrup de Z

En àlgebra abstracta, els enters parells formen diverses estructures algebraiques que requereixen la inclusió del zero. El fet que l'element neutre de la suma (0) sigui parell, afegit a la qualitat de parell de les sumes i els oposats dels nombres parells i a l'associativitat de la suma, implica que els enters parells formen un grup. A més a més, el grup d'enters parells amb la suma és un subgrup del grup de tots els enters; aquest és un exemple elemental del concepte de subgrup. L'observació esmentada anteriorment que parell – parell = parell obliga al 0 a ser parell és part d'un patró general: qualsevol conjunt no buit d'un grup suma que està tancat sota la resta ha de ser un subgrup i, particularment, ha de contenir l'element neutre.
En vista que els enters parells formen un subgrup dels enters, parteixen els enters en classes laterals. Aquestes classes laterals es poden descriure com a classes d'equivalència de la següent relació d'equivalència: x ~ y si (x − y) és parell. Aquí, la qualitat de parell del zero es manifesta directament com la reflexivitat de la relació binària ~. Només hi ha dues classes laterals d'aquest subgrup —els nombres parells i senars— per la qual cosa té índex 2.
Anàlogament, el grup alternant és un subgrup d'índex 2 dins del grup simètric de n lletres. Els elements del grup alternant, anomenats permutacions parelles, són el producte (la composició) d'un nombre parell de transposicions. La funció identitat, un producte buit de cap transposició, és una permutació parella, ja que el zero és parell; és l'element identitat del grup.
La regla parell × enter = parell suposa que els nombres parells formen un ideal a l'anell dels enters; la relació d'equivalència esmentada es pot descriure com equivalència mòdul aquest ideal. Particularment, els enters parells són exactament els enters k tals que k ≡ 0 (mod 2). Aquesta formulació resulta útil per trobar les arrels d'un polinomi.

### Ordre 2-àdic
En un cert sentit hi ha múltiples de 2 que són «més parells» que d'altres. Els múltiples de 4 s'anomenen dobles parells, ja que es poden dividir per 2 dues vegades. En el cas del zero, no només és divisible per 4, sinó que té la propietat exclusiva de ser divisible per tota potència de 2, essent així el nombre «més parell» de tots.
Una conseqüència d'aquest fet es manifesta a l'ordenament dels bits inversos dels tipus de dada integer, que utilitzen alguns algorismes d'ordinador com el de Cooley-Tukey a la Transformada Ràpida de Fourier. Aquest ordenament té la propietat que com més a l'esquerra es troba el primer 1 de l'expansió binària d'un nombre (o dit d'altra manera, com més vegades es pot dividir per 2), abans se situa el nombre en l'ordenament. La inversió de 0 segueix sent 0; es pot dividir per 2 tantes vegades com es vulgui i la seva expansió binària no conté cap 1, per la qual cosa sempre va en la primera posició.
Encara que el 0 és divisible per 2 més vegades que qualsevol altre nombre, no és senzill quantificar exactament quantes vegades es pot fer. Per qualsevol enter diferent de zero n, es pot definir l'ordre 2-àdic de n com el nombre de vegades que és divisible per 2. Aquesta definició no funciona per al 0; per moltes vegades que sigui dividit per 2, sempre es pot tornar a fer. Per això, la convenció habitual és establir que el 2-ordre de 0 és infinit com a cas especial. Aquesta convenció no és exclusiva del 2-ordre; és un dels axiomes d'una valuació d'una suma en àlgebra superior.
Les potències de dos —1, 2, 4, 8...— formen una successió simple de nombres de 2-ordre creixent. En el cas dels nombres 2-àdics, aquestes successions convergeixen cap a zero.

## Educació

Percentatge de respostes en funció del curs acadèmic

La paritat del zero se sol tractar en educació durant els dos o tres primers anys d'educació primària, així com s'introdueix i es desenvolupa el concepte de nombres parells i senars.

### Coneixement dels estudiants
El gràfic de la dreta mostra l'opinió dels estudiants sobre la paritat del zero, així com progressen des de l'Any 1 fins al 6 del sistema educatiu anglès. Les dades són de Len Frobisher, el qual va dirigir un parell d'enquestes als alumnes anglesos. Frobisher estava interessat en com el coneixement de la paritat dels nombres d'una xifra influeix en el coneixement de la paritat dels de diverses xifres; el zero figura de forma prominent als resultats.
En una enquesta preliminar realitzada a gairebé 400 infants de set anys, el 45% escollí parell abans que senar quan se'ls demanà per la paritat del zero. Una investigació posterior oferia més opcions: cap, ambdós i no ho sé. Aquesta vegada, el nombre d'infants que el reconeixien com a parell caigué a un 32%. L'èxit a l'hora de decantar-se pel zero com a parell inicialment augmenta i després s'anivella entre els anys 3 i 6 a devers un 50%. En comparació, la tasca més fàcil d'identificar la paritat d'una sola xifra, s'anivella aproximadament a un 85% d'èxit.
A les entrevistes Frobisher interpretà el raonament dels estudiants. Un alumne de cinquè any decidí que el 0 era parell perquè es trobava a la taula de multiplicar del 2. Dos alumnes de quart any s'adonaren que el zero es pot dividir en dues parts iguals. Un altre de quart any raonà que «1 és senar i si vaig avall és parell». Les entrevistes també mostraren els conceptes equívocs de les respostes incorrectes. Un de segon any estava «força convençut» que el zero era senar, basant-se en el fet que «és el primer nombre que comptes». Un de quart any es referí al zero com ni parell ni senar, ja que «no és un nombre». A un altre estudi, Annie Keith observà una classe de 15 estudiants de segon grau que van convèncer la resta que el 0 era un nombre parell basant-se en l'alternació parell-senar i en la possibilitat de repartir un grup de zero coses en dos grups iguals.
S'han portat a terme més investigacions a fons, a càrrec d'Esther Levenson, Pessia Tsamir i Dina Tirosh, els quals entrevistaren dos estudiants de sisè grau que obtenien bons resultats a classe de matemàtiques. Un estudiant preferia explicacions deductives per a les afirmacions matemàtiques, mentre que l'altre preferia exemples pràctics. Ambdós pensaven inicialment que el 0 no era parell ni senar, per motius diversos. Levenson et al. mostrà com el raonament dels estudiants reflectia els seus conceptes sobre el zero i la divisió.
| Afirmacions fetes per estudiants              |
| --------------------------------------------- |
| El zero no és parell ni senar.                |
| El zero podria ser parell.                    |
| El zero no és senar.                          |
| El zero ha de ser un nombre parell.           |
| El zero no és un nombre parell.               |
| El zero serà sempre un nombre parell.         |
| El zero no serà sempre serà un nombre parell. |
| El zero és parell.                            |
| El zero és especial.                          |

Deborah Loewenberg Ball analitzà les idees d'una classe de tercer grau sobre els nombres parells i senars i el zero, que havien estat discutint amb un grup d'estudiants de quart grau. Els estudiants discutiren la paritat del zero, les regles pels nombres parells i com es fan les matemàtiques. Les afirmacions sobre el zero prengueren diverses formes, tal com s'aprecia a la llista de la dreta. Ball i els seus coautors argumentaren que l'episodi manifestava com els estudiants poden «fer matemàtiques a l'escola», en oposició a la reducció usual de la disciplina consistent en la resolució mecànica d'exercicis.
Una de les temàtiques a la literatura de la recerca és la tensió entre la imatge conceptual de la paritat que tenen els alumnes i les seves definicions conceptuals. Els dos alumnes de sisè grau de Levenson et al. definiren els nombres parells com a múltiples de 2 o nombres divisibles per 2, però inicialment no pogueren aplicar la definició al zero perquè no estaven segurs de com operar-hi. Eventualment l'entrevistador els va fer concloure que el zero era parell; els estudiants prengueren diferents rutes per arribar a aquesta conclusió, basant-se en una combinació d'imatges, definicions, explicacions pràctiques i explicacions abstractes. A un altre estudi, David Dickerson i Damien Pitman examinaren l'ús de definicions de cinc matemàtics de pregrau. S'observà que els pregraduats estaven capacitats per aplicar la definició de «parell» al zero, però encara no estaven convençuts del seu raonament, ja que entrava en conflicte amb les seves imatges conceptuals.

### Coneixement dels professors
Els investigadors d'educació matemàtica a la Universitat de Michigan han inclòs una pregunta sobre si l'afirmació «0 és un nombre parell» és vertadera o falsa a una base de dades de 250 qüestions dissenyades per mesurar el coneixement de contingut dels professors. Segons ells, la pregunta exemplifica «coneixement comú ... que qualsevol adult ben educat hauria de tenir» i és «ideològicament neutral» en què la resposta no varia entre l'ensenyança de matemàtiques tradicional i la reformada. En un estudi realitzat els anys 2000–2004 sobre els mestres de primària dels Estats Units, els resultats globals d'aquestes preguntes predeia de forma bastant significativa els resultats que els alumnes obtindrien als exàmens estandarditzats després d'assistir a les classes d'un cert professor. En un estudi més a fons realitzat el 2008, els investigadors trobaren una escola en què tots els professors creien que el zero no era ni parell ni senar, inclòs un que era exemplar en tots els altres aspectes. L'equivocació l'havia escampada un mestre de matemàtiques del centre.
És incert quants professors tenen conceptes erronis sobre el zero. Els estudis de Michigan no publicaren dades de les preguntes individuals. Betty Lichtenberg, una catedràtica d'educació de matemàtiques associada de la Universitat de Florida del Sud, en un estudi de 1972 reportà que quan a un grup de futurs mestres de primària se'ls donà un examen de vertader o fals, la qüestió «El zero és un nombre parell» resultà ser difícil; devers dos terços dels examinats contestaren «Fals».

### Implicacions instructives
Matemàticament, demostrar que el zero és parell és una simple qüestió d'aplicar una definició, però calen més explicacions en el context de l'ensenyament. Un dels problemes que es planteja són els fonaments de la demostració; la definició de «parell» com a «enter múltiple de 2» no és sempre apropiada. Un estudiant en els seus primers anys de primària pot no haver après encara el significat d'«enter» o de «múltiple» i encara menys com multiplicar per 0. A més, establir la definició de paritat per a tots els enters pot semblar una drecera arbitrària si els estudiants només coneixen els nombres positius. Una manera d'explicar-ho pot ser que de la mateixa manera que el concepte de nombre s'estén des dels nombres positius per incloure els negatius i el zero, les propietats com ara la paritat també s'estenen de forma no trivial.

## Cognició numèrica
Els adults que creuen que el zero és parell poden, tanmateix, no estar familiaritzats amb les causes i les conseqüències d'això, de tal manera que això els pot alentir en una prova de velocitat de reacció. Stanislas Dehaene, un pioner del camp de la cognició numèrica, va liderar un seguit d'experiments d'aquest tipus a principis dels 90. A l'experiment apareix en pantalla un numeral, representat per un símbol o per un mot, i un ordinador enregistra el temps que el subjecte triga a prémer un d'entre dos botons classificant-lo com a parell o com a senar. Els resultats mostraren que el 0 era més lent de processar que altres nombres parells. Algunes variacions de l'experiment trobaren retards de fins a 60 mil·lisegons o de devers un 10% del temps de reacció mitjà –una diferència petita però significativa.
Els experiments de Dehaene no estaven dissenyats específicament per investigar el 0, sinó per comparar models conflictius de com la informació sobre la paritat s'extreu i es processa. El model més específic, la hipòtesi del càlcul mental, suggereix que les reaccions al 0 haurien de ser ràpides; el 0 és un nombre petit i calcular 0 × 2 = 0 és fàcil. (Se sap que els subjectes computen i resolen la multiplicació per zero més ràpidament que per nombres diferents de zero, encara que són més lents verificant els resultats proposats com ara 2 × 0 = 0.) Els resultats dels experiments suggerien que en realitat passava una cosa bastant diferent: la memòria cridava la informació sobre la paritat juntament amb una sèrie de propietats relacionades, com la qualitat de primer o de potència de dos. Tant la seqüència de potències de dos com la seqüència de parells positius 2, 4, 6, 8, ..., són categories mentals ben distingides els membres de les quals són per defecte nombres parells. El zero no pertany a cap de les dues llistes; d'aquí la lentitud de les respostes.
Múltiples experiments han mostrat un retard amb el zero per subjectes de diverses edats i rerefons lingüístics i nacionals, encarats amb els nombres en forma de mot, lletrejats i plasmats en una imatge reflectida. El grup de Dehaene va trobar un factor diferenciant: l'experiència matemàtica. A un dels seus experiments, els estudiants de la École Normale Supérieure es dividien en dos grups: aquells amb estudis literaris i aquells amb estudis matemàtics, físics o biològics. El retard amb el 0 es «trobava essencial en el grup [literari]» i, de fet, «abans de l'experiment, alguns subjectes L estaven insegurs sobre si el 0 era senar o imparell i se'ls va haver de recordar la definició matemàtica».
Aquesta forta dependència amb la familiaritat de nou debilita la hipòtesi del càlcul mental. L'efecte també suggereix que és inapropiat incloure el zero als experiments en què es comparen parells i senars. Segons un estudi, «La majoria d'investigadors semblen estar d'acord que el zero no és un nombre parell típic i no hauria de ser investigat com a part de la línia numèrica mental.»

## Contexts quotidians
Alguns dels contexts en què apareix la paritat del zero són purament retòrics. L'assumpte freqüenta els fòrums d'Internet i les pàgines web de fer preguntes a experts. El lingüista Joseph Grimes reflexiona que demanar si «El zero és un nombre parell?» als matrimonis és una bona manera de fer-los discutir. La gent que creu que el zero no és parell ni senar pot fer servir aquesta suposada paritat per mostrar com tota regla té un contraexemple, o com a exemple de pregunta trampa.
Al voltant de l'any 2000, els mitjans de comunicació notaren un parell de fets inusuals: «19/11/1999» era l'última data composta exclusivament per dígits senars que hi hauria en molt de temps i «02/02/2000» era la primera data composta exclusivament per dígits parells que hi havia en molt de temps. Aquests resultats fan ús de la qualitat de parell del zero, per la qual cosa alguns lectors hi estigueren en desacord.
A un test estandarditzat, si una qüestió pregunta sobre el comportament dels nombres parells pot ser necessari tenir present que el zero és parell. Les publicacions oficials relacionades amb els tests de la GMAT i de la GRE exposen que el 0 és parell.
La paritat del zero és rellevant per al repartiment de parell-senar dut a terme a algunes ciutats, en què els vehicles poden conduir o comprar gasolina només durant certs dies en funció de la paritat de l'últim nombre de les seves matrícules. La meitat dels nombres d'un cert interval acaben en 0, 2, 4, 6, 8 i l'altra meitat en 1, 3, 5, 7, 9, per la qual cosa té sentit incloure el 0 amb la resta de nombres parells. Tanmateix, el 1997, un sistema de restriccions de París va provocar confusió: en un dia només de cotxes senars, la policia no multà els conductors amb plaques acabades en 0 perquè no sabien que el 0 era parell. Per evitar aquesta confusió, de vegades s'estipula legalment que el zero és parell; s'han aprovat lleis d'aquest tipus a Nova Gal·les del Sud i Maryland.
En el joc de parells o senars la paritat del zero també hi té un paper important: si ambdós jugadors despleguen zero dits, la suma esdevé zero i guanya el jugador parell. Hi ha un manual del professor que suggereix aquest joc com a idea per introduir la divisibilitat per 2 del zero.
Trobarem casos concrets en què el zero rep un tractament independent dels parells i dels senars. En els vaixells de la Marina dels Estats Units els compartiments parells es troben a babord, però el zero està reservat per als compartiments que intersequen amb el pla de simetria del vaixell. És a dir, els nombres dels compartiments es llegeixen 6-4-2-0-1-3-5 de babord a estribord. Un altre exemple és el joc de la ruleta, en què el nombre zero no compta ni com a parell ni com a senar; quan surt 0 guanya la casa.